# Siegfried (Oper)
Siegfried (WWV 86 C) ist der Titel einer Oper von Richard Wagner, die zusammen mit den drei Opern Das Rheingold, Die Walküre und Götterdämmerung das Gesamtwerk (bzw. die Tetralogie) Der Ring des Nibelungen bildet, ein „Bühnenfestspiel für drei Tage und einen Vorabend“. Siegfried wird am vorletzten Tag aufgeführt. Die Uraufführung fand am 16. August 1876 ab 16 Uhr im Bayreuther Festspielhaus unter der Leitung von Hans Richter statt. Der erste Siegfried war dabei Ferdinand Jäger. Das Werk ist im Verlag Schott, Mainz (Richard-Wagner-Gesamtausgabe) erschienen. Das Autograph der Partitur ist seit dem Zweiten Weltkrieg verschollen.

## Handlung

### Erster Aufzug
Siegfried, Sieglindes und Siegmunds Sohn, ist im Wald von dem Schmied Mime, Alberichs Bruder, großgezogen worden. Mime hofft, der Knabe würde ihm den Ring aus dem Rheingold erbeuten, den Fafner, der sich in einen Lindwurm verwandelt hat, bewacht. Allerdings hält kein Schwert Siegfrieds Kraft stand. Mime besitzt immer noch die Trümmer von Nothung, weiß aber nicht, wie daraus wieder ein Schwert werden kann. In Siegfrieds Abwesenheit bekommt er Besuch von Wotan in Gestalt des Wanderers. Mime will den unwillkommenen Gast abweisen, doch dieser setzt mit der Wissenswette sein Haupt für den Herd zum Pfand. Mime macht dem Wanderer die Sache zu einfach: er fragt nach den Geschlechtern, die in „der Erde Tiefe“ (die Nibelungen in Nibelheim), auf „der Erde Rücken“ (die Riesen in Riesenheim) und „auf wolkigen Höhen“ (die Götter auf Walhall) wohnen. Auch vermag der Niblung zwei von drei Fragen des Wanderers zu beantworten, nämlich die Frage nach Wotans „Wunschgeschlecht“ (die Wälsungen, mit Siegfried als deren stärkstem Spross), sowie die Frage nach dem Namen des Schwertes, das Siegfried schwingen muss, um Fafner zu töten (Nothung). Auf die dritte Frage des Wanderers („Wer wird aus den starken Stücken Nothung, das Schwert, wohl schweißen?“) weiß Mime allerdings keinen Rat. Von dem Wanderer erfährt der Niblung nun die Antwort: „Nur wer das Fürchten nie erfuhr, schmiedet Nothung neu!“ Bevor der Wanderer Mimes Höhle verlässt, muss letzterer noch erfahren, dass er sein verwettetes Haupt nicht an den Wanderer, sondern an einen anderen verlieren wird („Dein weises Haupt wahre von heut’; verfallen lass’ ich es dem, der das Fürchten nicht gelernt!“).
Da der verängstigte Mime dem inzwischen aus dem Wald zurückgekehrten und ungeduldig gewordenen Siegfried bekennen muss, dass er ihm die Stücke des Schwertes nicht neu zu schmieden vermag, zerfeilt Siegfried nun die Trümmer, schmilzt sie ein und schmiedet sich selbst daraus das Schwert neu. Mime, der erkennen muss, dass Siegfried das erneute Schmieden des Schwertes gelingt, mithin der vom Wanderer angekündigte furchtlose Held ist, ersinnt inzwischen den Plan, seinen Zögling nach dem Sieg über Fafner mit Hilfe eines Betäubungstrankes einzuschläfern und dann zu töten, um so seinen eigenen Kopf zu retten und den Ring an sich zu reißen. Während der Niblung von der Herrschaft über Alberich, Nibelheim und die Welt träumt, hat Siegfried Nothung fertig geschmiedet und schlägt damit als erstes den Amboss seines Ziehvaters entzwei.

### Zweiter Aufzug
Alberich hält Wacht vor Fafners Höhle, der „Neidhöhle“, den Tag herbei sehnend, da sein über den Ring verhängter Fluch sich an Fafner erfüllen wird. Während seiner Wacht erscheint plötzlich am Himmel „ein heller Schein“, der „wie ein reitendes Ross“ glänzt und auf Neidhöhle zusteuert. Es naht allerdings nicht „des Wurmes Würger“, sondern Alberichs alter Widersacher Wotan. Der Niblung bricht in Wut gegen seinen Bezwinger aus und bezichtigt Wotan, den Ring erneut rauben zu wollen. Dieser versucht, den aufgebrachten Niblung zu beschwichtigen: Wotan erklärt seinen Verzicht auf den Ring; Gefahr drohe Alberich weder von Siegfrieds Schwert Nothung noch von Wotans Speer, vielmehr von der Hinterlist seines eigenen Bruders Mime. Um den Niblung von seiner Absichtslosigkeit zu überzeugen, weckt Wotan den schlafenden Fafner auf, damit Alberich ihn warnen und zur Herausgabe des Ringes bewegen kann. Der Drache schlägt die Warnungen Wotans und Alberichs in den Wind und schläft weiter. Während Wotan die Stätte verlässt, bleibt Alberich zurück, um den Fortgang der Ereignisse abzuwarten.
Mime und Siegfried erscheinen. Mime zieht sich aus Furcht vor Fafner zurück, während Siegfried die Stimmung des Waldes und das Gezwitscher der Vögel genießt. In der Absicht, das Vogelgezwitscher zu imitieren, schnitzt Siegfried aus einem Rohr eine Flöte und bläst darauf. Das Misslingen dieses Vorhabens erkennend, greift Siegfried zu dem Horn, das Mime ihm geschmiedet hat, und weckt mit seinem Geschmetter Fafner auf, der sich aus seiner Höhle erhebt. Die beiden ungleichen Gegner reizen mit prahlenden Worten zum Kampf auf Leben und Tod. Siegfried kämpft mit Fafner und sticht ihm in einem günstigen Augenblick Nothung ins Herz. Wohl ahnend, dass der Knabe den Plan eines anderen ausgeführt hat, und versöhnlich im Sterben, warnt Fafner seinen Bezwinger vor Mimes Hinterlist. Fafners Blut gerät auf Siegfrieds Zunge, und plötzlich versteht er den Gesang der Vögel. Der Waldvogel rät ihm, den Ring und den Tarnhelm aus dem Schatz an sich zu nehmen. Siegfried befolgt zu Mimes und Alberichs Entsetzen diesen Rat. Durch das Kosten des Drachenblutes vermag er Mimes wahre Absichten zu durchschauen und erfährt so, dass dieser ihn nur benutzen und dann umbringen will. Angeekelt von Mimes Falschheit erschlägt Siegfried ihn; im Hintergrund ist Alberichs Hohngelächter zu hören. Vom Waldvogel zum dritten Mal beraten, macht er sich unter der Leitung des voraus fliegenden Waldvogels auf den Weg zur schlafenden Brünnhilde.

### Dritter Aufzug
Wotan weckt die Erdgöttin Erda, Mutter der gemeinsamen Tochter Brünnhilde. Von ihr erhofft er sich Rat, „wie zu hemmen ein rollendes Rad“. Er weiß nicht mehr, wie es weitergehen soll. Auch Erda kann ihm nichts raten. Der Untergang, die Götterdämmerung, scheint unausweichlich.
Wotan trifft vor dem Brünnhildenfelsen auf Siegfried, seinen Enkel. Siegfried erweist sich als furcht- und respektlos und zerschlägt Wotans Speer. Resigniert zieht sich der Gott nach Walhall zurück.
Siegfried durchschreitet den Feuerring um den Felsen, entdeckt die schlafende Brünnhilde und weckt sie mit einem Kuss. Diese begrüßt feierlich den Tag. Nach anfänglichem Zurückschrecken vor Siegfrieds Liebesglut und Klage über die Schmach, dass sie nun keine Walküre mehr ist, bekennt sie ihre Liebe zu Siegfried. Er, der ausgezogen war, das Fürchten zu lernen, hat nun vor der Größe dieser Liebe Angst. Doch beide überwinden ihre Furcht. Jubelnd feiern sie ihre Liebe, mögen dabei Götter und Welt und auch sie selbst zugrunde gehen.

## Gestaltung

### Instrumentation
- Holzblasinstrumente: drei Flöten, eine Piccoloflöte (dritte Flöte auch Piccolo); vier Oboen, davon eine auch Englischhorn; drei Klarinetten, eine Bassklarinette; drei Fagotte, davon eines auch Kontrafagott
- Blechblasinstrumente: acht Hörner, davon vier Wagnertuben; drei Trompeten; eine Basstrompete; vier Posaunen; eine Kontrabassposaune; eine Kontrabasstuba
- Schlagwerk: zwei Paar Pauken; ein Triangel; ein Paar Becken; ein Tamtam; ein Glockenspiel
- sechs Harfen
- Streicher: je sechzehn erste und zweite Geigen, zwölf Bratschen, zwölf Violoncelli, acht Kontrabässe
- Bühnenmusik: ein Englischhorn, ein Horn

## Spieldauer (am Beispiel der Bayreuther Festspiele)
Bei den Bayreuther Festspielen war es üblich, die Länge der einzelnen Aufzüge zu dokumentieren, jedoch wurden dort nicht alle Jahre erfasst und mitunter auch nicht alle Akte. Die hier genannten Angaben umfassen nur die Jahre und die Dirigenten, für die alle drei Akte dokumentiert wurden. Die Länge der Akte unterschied sich auch beim gleichen Dirigenten von Jahr zu Jahr und Aufführung zu Aufführung. Einfluss auf die Dauer hatten auch die Art der Stimme und das Temperament der Sänger.
| Siegfried      | 1. Akt      | 1. Akt                                | 2. Akt      | 2. Akt       | 3. Akt      | 3. Akt              | Gesamtdauer | Gesamtdauer         |
| -------------- | ----------- | ------------------------------------- | ----------- | ------------ | ----------- | ------------------- | ----------- | ------------------- |
| Siegfried      | Std.        | Dirigent                              | Std.        | Dirigent     | Std.        | Dirigent            | Std.        | Dirigent            |
| Kürzeste Dauer | 1:15        | Lorin Maazel Horst Stein              | 1:07        | Lorin Maazel | 1:12        | Otmar Suitner       | 3:36        | Lorin Maazel        |
| Längste Dauer  | 1:24        | Hans Knappertsbusch Berislav Klobučar | 1:17        | Hans Richter | 1:25        | Hans Knappertsbusch | 4:05        | Hans Knappertsbusch |
| Spannweite *   | 0:09 (12 %) | 0:09 (12 %)                           | 0:10 (15 %) | 0:10 (15 %)  | 0:13 (18 %) | 0:13 (18 %)         | 0:29 (13 %) | 0:29 (13 %)         |

* Prozente bezogen auf die kürzeste Dauer
| Jahr | Dirigent            | 1. Akt | 2. Akt | 3. Akt | Gesamtdauer |
| ---- | ------------------- | ------ | ------ | ------ | ----------- |
| 1876 | Hans Richter        | 1:23   | 1:17   | 1:20   | 4:00        |
| 1896 | Felix Mottl         | 1:21   | 1:14   | 1:21   | 3:56        |
| 1896 | Siegfried Wagner    | 1:20   | 1:13   | 1:20   | 3:53        |
| 1897 | Hans Richter        | 1:19   | 1:13   | 1:19   | 3:51        |
| 1904 | Franz Beidler       | 1:21   | 1:16   | 1:21   | 3:58        |
| 1909 | Michael Balling     | 1:19   | 1:15   | 1:20   | 3:54        |
| 1927 | Franz von Hoeßlin   | 1:18   | 1:12   | 1:19   | 3:49        |
| 1930 | Karl Elmendorff     | 1:18   | 1:12   | 1:24   | 3:44        |
| 1934 | Heinz Tietjen       | 1:18   | 1:13   | 1:20   | 3:41        |
| 1936 | Wilhelm Furtwängler | 1:23   | 1:12   | 1:23   | 3:58        |
| 1938 | Heinz Tietjen       | 1:17   | 1:10   | 1:15   | 3:42        |
| 1951 | Herbert von Karajan | 1:20   | 1:11   | 1:22   | 3:53        |
| 1951 | Hans Knappertsbusch | 1:24   | 1:16   | 1:25   | 4:05        |
| 1952 | Joseph Keilberth    | 1:18   | 1:12   | 1:18   | 3:48        |
| 1953 | Clemens Krauss      | 1:22   | 1:15   | 1:18   | 3:55        |
| 1960 | Rudolf Kempe        | 1:22   | 1:15   | 1:17   | 3:54        |
| 1964 | Berislav Klobučar   | 1:24   | 1:13   | 1:20   | 3:57        |
| 1965 | Karl Böhm           | 1:18   | 1:11   | 1:17   | 3:46        |
| 1966 | Otmar Suitner       | 1:17   | 1:08   | 1:12   | 3:47        |
| 1968 | Lorin Maazel        | 1:15   | 1:07   | 1:14   | 3:36        |
| 1970 | Horst Stein         | 1:15   | 1:08   | 1:17   | 3:40        |

## Aufnahmen (Auswahl)
- 1937: Orchester der Metropolitan Opera New York, Dirigent: Arthur Bodanzky; Solisten: Lauritz Melchior, Kirsten Flagstad, Friedrich Schorr, Karl Laufkötter, Eduard Habich, Emanuel List, Kerstin Thorborg (Archipel)
- 1953: Orchestra Sinfonica Della Radio Italiana, Dirigent: Wilhelm Furtwängler; Solisten: Ludwig Suthaus, Martha Mödl, Julius Patzak, Ferdinand Frantz, Alois Pernerstorfer, Josef Greindl, Margarete Klose (EMI)
- 1953: Orchester der Bayreuther Festspiele, Dirigent: Clemens Krauss; Solisten: Wolfgang Windgassen, Astrid Varnay, Paul Kuën, Hans Hotter, Gustav Neidlinger, Josef Greindl, Maria von Ilosvay (Gala)
- 1962: Wiener Philharmoniker, Dirigent: Georg Solti; Solisten: Wolfgang Windgassen, Birgit Nilsson, Gerhard Stolze, Hans Hotter, Gustav Neidlinger, Kurt Böhme, Marga Höffgen (Decca)
- 1966: Orchester der Bayreuther Festspiele, Dirigent: Karl Böhm; Solisten: Wolfgang Windgassen, Birgit Nilsson, Erwin Wohlfahrt, Theo Adam, Gustav Neidlinger, Kurt Böhme, Věra Soukupová, Erika Köth (Philips)
- 1969: Berliner Philharmoniker, Dirigent: Herbert von Karajan; Solisten: Helga Dernesch, Catherine Gayer, Oralia Domínguez, Jess Thomas, Gerhard Stolze, Thomas Stewart, Zoltán Kelemen, Karl Ridderbusch (DG)